# Caleta Petita de la Móra
La caleta Petita de la Móra és una petita platja natural del municipi de Tarragona (Tarragonès) situada entre la punta de la Móra i la platja de la Móra, dins l'espai natural de Tamarit-Punta de la Móra. Té una longitud de 37 metres i una amplada mitjana de 8 metres, formada per sorra fina. Sobre el turó que l'envolta hi ha la Torre de la Móra, dins del càmping homònim.
Sota l'aigua de la caleta hi ha un jaciment arqueològic, del que el 1948 es va recuperar un sarcòfag romà, que formava part de la càrrega d'un vaixell del segle II-III, tot i que també pot tractarse d'un vaixell anglès de començament del segle XVII, que durant la guerra de Successió transportava una càrrega d'objectes escultòrics saquejats a Tarragona.